# Kayu Kubu
Kayu Kubu is een bestuurslaag in het regentschap Bukittinggi van de provincie West-Sumatra, Indonesië. Kayu Kubu telt 3512 inwoners (volkstelling 2010).